# Head Held High
| Recensione | Giudizio |
| ---------- | -------- |
| AllMusic   |          |

Head Held High è l'album di debutto del gruppo musicale polacco Nyia, pubblicato nel 2004.

## Tracce
1. Behind the God – 1:08
2. Over the Ceaselles Dying – 1:29
3. Pails of Blood – 2:05
4. Everything Is a Dream – 2:42
5. Foul Adder – 1:21
6. The World's Throat – 1:31
7. Heads of the Insane – 1:59
8. Only What Mine's True – 1:14
9. Bad Daddy – 2:10
10. Wherever You'll Be – 2:16
11. Head Held High – 2:02
12. Nothing Can Stop Procreation – 4:40

## Formazione
- Bogdan Kondracki - voce
- Szymon Czech - chitarra
- Jarosław Łabieniec - chitarra
- Piotr Bartczak - basso
- Wojciech Szymański - batteria